# Споменик „Сто за једног”
Споменик „Сто за једног” се налази у Спомен комплексу Спомен-парк Крагујевачки октобар, рад је вајара Нандор Глида, изграђен у бронзи, 1980. године, као поклон града Модриче.
Сурова наредба генерала Франца Бемеа је ликовно уобличена мрежом испреплетаних људских тела у болном, самртном грчу. Њихови обриси постепено нестају и трансформишу се у крошњу великог моћног стабла - симбола живота.